# Eh, Eh (Nothing Else I Can Say)
Eh, Eh (Nothing Else I Can Say) este un cântec al cântăreței de muzică pop Lady Gaga, lansat ca al treilea disc single de pe albumul The Fame în unele țări, anume Australia și Noua Zeelandă.